# Boulevard Amiral-Courbet
Le boulevard Amiral-Courbet est une voie de Nantes, en France.

## Situation et accès
Situé dans le quartier Hauts-Pavés - Saint-Félix », et long de seulement 350 mètres, le boulevard part de l'extrémité nord du quai de Versailles, dans le prolongement du pont Général-de-la-Motte-Rouge pour déboucher à l'extrémité sud du boulevard Michelet.

## Origine du nom
en hommage à l'amiral Amédée Courbet, l'un des plus brillants officiers de marine de sa génération et qui mourut une semaine auparavant aux îles Pescadores.

## Historique
Un décret d’utilité publique du 30 décembre 1880 autorise l’ouverture de la voie, pour laquelle on expropria les terrains nécessaires en 1882. L'artère est ouverte à la circulation en 1885 et son nom actuel lui a été attribué par délibération du conseil municipal le 19 juin 1885 .
Depuis 1992, l'artère est empruntée par la Ligne 2 du tramway, mais aucune station ne se trouve sur le boulevard lui-même : celle dénommée Motte-Rouge se situe sur l'extrémité nord du quai de Versailles, tandis que celle baptisée Saint-Félix est localisée à l'extrémité sud du boulevard Michelet.